# حسين أباد مظفري (اسماعيلي كرمان)
حسین أباد مظفري (بالفارسية: حسین‌آباد مظفری) هي قرية تقع في إيران في منطقة إسماعيلي. يقدر عدد سكانها بـ 18 نسمة .